# Луций Манлий Вулзон (пратеник)
Вижте пояснителната страница за други личности с името Луций Манлий Вулзон.
Луций Манлий Вулзон (на латински: Lucius Manlius Vulso) е политик и сенатор на Римската република. Произлиза от фамилията Манлии, клон Вулзон.
През 149 пр.н.е. Манлий Вулзон е член на Сенатска комисия, изпратена до Витиния. Прусий II, царят на Витиния, е убит и римляните помагат на сина му Никомед II да стане новия цар. Тази година започва Третата пуническа война.